# Electric Savage
Electric Savage è il secondo album della band fusion Colosseum II.

## Tracce
1. Put It This Way – 5:01 (Gary Moore)
2. All Skin and Bone – 6:36 (Gary Moore, John Hiseman)
3. Rivers – 3:41 (Gary Moore, John Hiseman)
4. The Scorch – 4:36 (Gary Moore)
5. Lament – 3:10 (Gary Moore, John Hiseman)
6. Desperado – 4:52 (Gary Moore, John Hiseman)
7. Am I – 3:10 (Don Airey)
8. Intergalactic Strut – 4:52 (Don Airey)

## Formazione
- Gary Moore, voce, chitarra
- Don Airey, tastiera
- John Mole, basso
- John Hiseman, batteria